# Powiatowa Komenda Uzupełnień Biłgoraj
Powiatowa Komenda Uzupełnień Biłgoraj (PKU Biłgoraj) – organ wojskowowy właściwy w sprawach uzupełnień Sił Zbrojnych II Rzeczypospolitej i administracji rezerw w powierzonym mu okręgu.

## Historia komendy
15 listopada 1921 roku, po wprowadzeniu podziału kraju na dziesięć okręgów korpusów oraz wprowadzeniu pokojowej organizacji służby poborowej, na terenie Okręgu Korpusu Nr II została utworzona Powiatowa Komenda Uzupełnień Biłgoraj. Okręg poborowy PKU Biłgoraj obejmował powiat biłgorajski, który dotychczas wchodził w skład PKU 9 pp Leg. w Zamościu i powiat janowski wyłączony spod administracji PKU 8 pp Leg. w Lublinie.
18 listopada 1924 roku weszła w życie ustawa z dnia 23 maja 1924 roku o powszechnym obowiązku służby wojskowej, a 15 kwietnia 1925 roku rozporządzenie wykonawcze ministra spraw wojskowych do tejże ustawy, wydane 21 marca tego roku wspólnie z ministrami: spraw wewnętrznych, zagranicznych, sprawiedliwości, skarbu, kolei, wyznań religijnych i oświecenia publicznego, rolnictwa i dóbr państwowych oraz przemysłu i handlu. Wydanie obu aktów prawnych wiązało się z przejęciem przez władze cywilne (administracji I instancji) większości zadań związanych z przygotowaniem i przeprowadzeniem poboru. Przekazanie większości zadań władzom cywilnym umożliwiło organom służby poborowej zajęcie się wyłącznie racjonalnym rozdziałem rekruta oraz ewidencją i administracją rezerw. Do tych zadań dostosowana została organizacja wewnętrzna powiatowych komend uzupełnień i ich składy osobowe. Poszczególne komendy różniły się między sobą składem osobowym w zależności od wielkości administrowanego terenu.
Zadania i nowa organizacja PKU określone zostały w wydanej 27 maja 1925 roku instrukcji organizacyjnej służby poborowej na stopie pokojowej. W skład PKU Biłgoraj wchodziły dwa referaty: I) referat administracji rezerw i II) referat poborowy. Nowa organizacja i obsada służby poborowej na stopie pokojowej według stanów osobowych L. O. I. Szt. Gen. 3477/Org. 25 została ogłoszona 4 lutego 1926 roku. Z tą chwilą zniesione zostały stanowiska oficerów ewidencyjnych.
W kwietniu 1925 roku PKU Biłgoraj nadal podlegała Dowództwu Okręgu Korpusu Nr II i administrowała powiatami: biłgorajskim i janowskim.
12 marca 1926 roku została ogłoszona obsada personalna Przysposobienia Wojskowego, zatwierdzona rozkazem Dep. I L. 6000/26 przez pełniącego obowiązki szefa Sztabu Generalnego gen. dyw. Edmunda Kesslera, w imieniu ministra spraw wojskowych. Zgodnie z nową organizacją pokojową Przysposobienia Wojskowego zostały zlikwidowane stanowiska oficerów instrukcyjnych przy PKU, a w ich miejsce utworzone rozkazem Oddz. I Szt. Gen. L. 7600/Org. 25 stanowiska oficerów przysposobienia wojskowego w pułkach piechoty.
Od 1926 roku, obok ustawy o powszechnym obowiązku służby wojskowej i rozporządzeń wykonawczych do niej, działalność PKU Biłgoraj normowała „Tymczasowa instrukcja służbowa dla PKU”, wprowadzona do użytku rozkazem MSWojsk. Dep. Piech. L. 100/26 Pob.
Z dniem 1 października 1927 roku PKU Biłgoraj została zlikwidowana. Powiat biłgorajski został przydzielony PKU Zamość, natomiast powiat janowski nowo utworzonej PKU Kraśnik.

## Obsada personalna
| Obsada personalna w latach 1923–1925      | Obsada personalna w latach 1923–1925                           | Obsada personalna w latach 1923–1925 | Obsada personalna w latach 1923–1925 |
| Stanowisko etatowe                        | Stopień, imię i nazwisko                                       | Okres pełnienia funkcji              | Kolejne stanowisko (dalsze losy)     |
| ----------------------------------------- | -------------------------------------------------------------- | ------------------------------------ | ------------------------------------ |
| komendant                                 | płk piech. Wiktor Aleksander Pogorzelski                       | 1921 – 1925                          | komendant                            |
| I referent                                | kpt. piech. Józef I Wyrzykowski                                | 1923–1925                            | kierownik I referatu                 |
| II referent                               | urzędnik wojsk. X rangi / kpt. kanc. Longin Bielawski          | do V 1924                            | PKU Szubin                           |
| II referent                               | kpt. kanc. Aleksander Petelewicz                               | od V 1924                            | kierownik II referatu                |
| oficer instrukcyjny                       | por. piech. Antoni Gajl-Kot                                    | do I 1924                            | 45 pp                                |
| oficer instrukcyjny                       | por. piech. Piotr Januszkowski                                 | I – II 1924                          | 7 pp Leg.                            |
| oficer instrukcyjny                       | por. piech. Józef III Grabowski                                | II 1924 – III 1926                   | 9 pp Leg.                            |
| oficer ewidencyjny Biłgoraj               | urzędnik wojsk. XI rangi / por. kanc. Rudolf Franciszek Busina | do VI 1924                           | Dep. I MSWojsk.                      |
| oficer ewidencyjny Janów                  | urzędnik wojsk. XI rangi / por. kanc. Edmund Prost             | 1923–1925                            | referent                             |
| Obsada personalna w latach 1926–1927      |                                                                |                                      |                                      |
| komendant                                 | płk piech. Wiktor Aleksander Pogorzelski                       | 1926 – 30 IX 1927                    | stan spoczynku                       |
| kierownik I referatu administracji rezerw | kpt. / mjr piech. Józef I Wyrzykowski                          | do II 1927                           | komendant PKU Słonim                 |
| kierownik I referatu administracji rezerw | mjr kanc. Aleksander Petelewicz                                | V – VII 1927                         | kierownik I referatu PKU Kraśnik     |
| kierownik II referatu poborowego          | kpt. / mjr kanc. Aleksander Petelewicz                         | do V 1927                            | kierownik I referatu                 |
| kierownik II referatu poborowego          | kpt. piech. Adam Chmielowski                                   | V – VII 1927                         | kierownika II referatu PKU Kraśnik   |
| referent                                  | por. kanc. Edmund Prost                                        | do VII 1927                          | referent PKU Kraśnik                 |